# Xanabá
Xanabá es una localidad del municipio de Izamal en el estado de Yucatán, México.

## Toponimia
El nombre (Xanabá) proviene del idioma maya.

## Demografía
Según el censo de 2005 realizado por el INEGI, la población de la localidad era de 1305 habitantes, de los cuales 666 eran hombres y 639 eran mujeres.
| 426                         | 373 | 468 | 320 | 507 | 439 | 541 | 737 | 788 | 1071 | 1208 | 1205 | 1305 |
| (Fuente: INEGI [Consultar]) |     |     |     |     |     |     |     |     |      |      |      |      |